# Praxinoscopio teatro

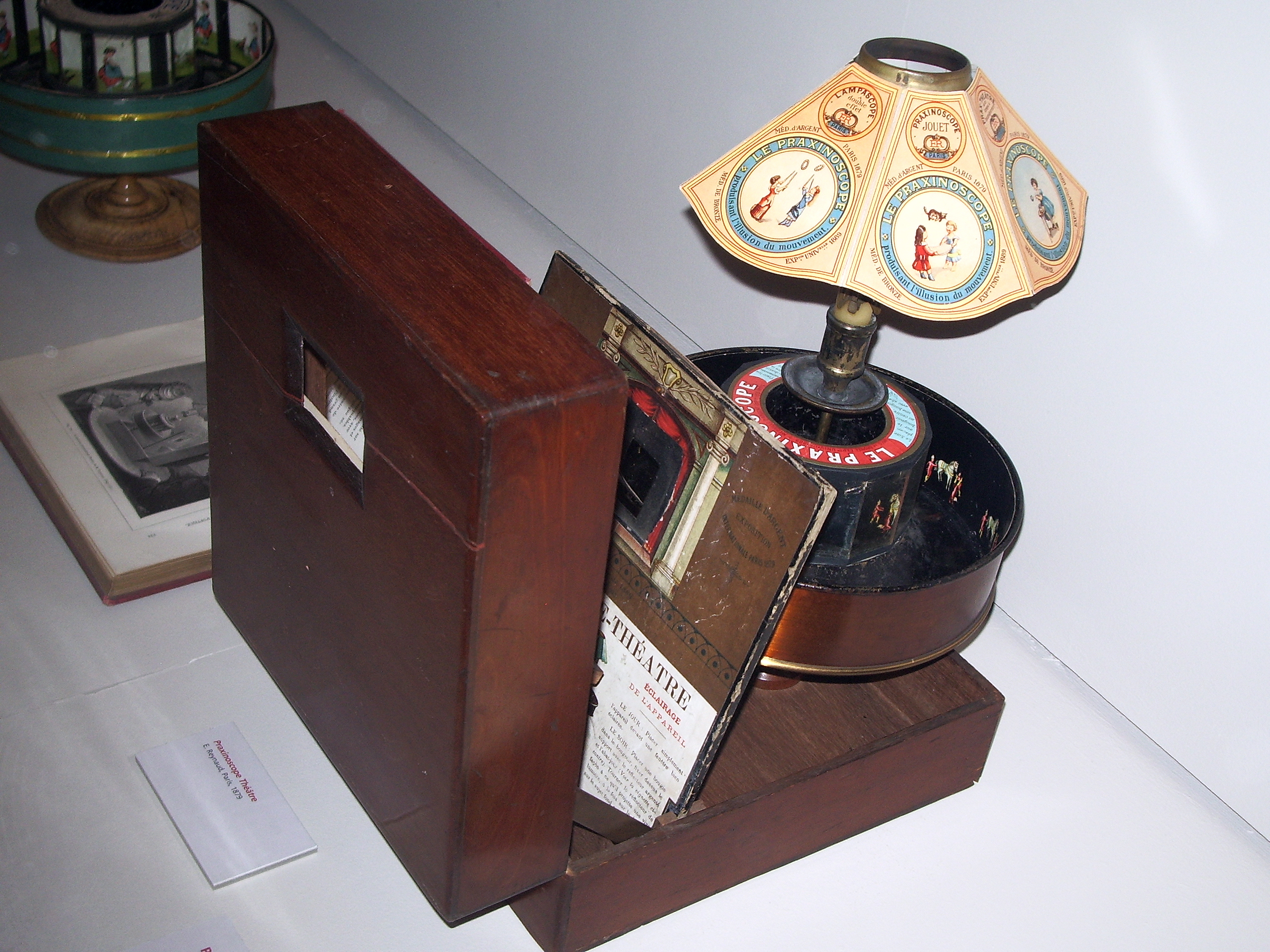
Modelo de praxinoscopio-teatro

El praxinoscopio-teatro es un juego óptico, resultado del perfeccionamiento del praxinoscopio de Charles-Émile  Reynaud, inventor y pionero del cine de animación. Reynaud lo introdujo en el año 1879, dos años después de haber patentado el praxinoscopio. El nuevo invento creaba una ilusión de movimiento de los personajes en el interior de un decorado fijo, funcionando según los principios de la compensación óptica.
La mejora respecto al praxinoscopio consistía en que ahora las animaciones se veían a través de un vidrio donde se reflejaba un fondo estático parecido a un decorado teatral, todo enmarcado en una imitación de proscenio en miniatura. Este efecto lo va a conseguir gracias al vidrio, que transparentaba los personajes en fondo negro reflejados en el espejo del praxinoscopio, y a la vez reflejaba el decorado, consiguiendo un efecto de superposición. Dicho formato obligaba a que fuera de reproducción individual, motivo por el cual no se consideraba cine, ya que le faltaba la proyección.
El praxinoscopio-teatro no tuvo tanto éxito como el praxinoscopio original, y es formalmente considerado un paso intermedio para la invención del teatro óptico o praxinoscopio de proyección.

## Historia
En el año 1876, Charles-Émile Reynaud creó el Praxinoscopio [del griego praxis (movimiento) y skopein (examinar/ mirar)]. El praxinoscopio está formado por un tambor circular giratorio con una tira de doce dibujos en su interior. Este tambor está adherido a un cilindro central inmóvil que está envuelto por doce espejos (tantos espejos como dibujos hay), donde se reflejan los dibujos de la tira del tambor, de manera que cuando el tambor gira, observando uno de los espejos que hay en el interior, la sucesión de imágenes de las doce tiras crea sensación de movimiento. El praxinoscopio consiste en la mejora del zoótropo, invento de William George Horner en el año 1834. El zoótropo también está formado por un tambor que giraba con una tira de imágenes en su interior, pero en vez de haber espejos en el centro del tambor donde se reflejaban las imágenes, el tambor tenía ranuras para poder mirar los dibujos de su interior. El praxinoscopio, por tanto, sustituía las rendijas en el tambor del zoótropo e incorporaba un juego de espejos en su centro.
2 años más tarde, en el año 1878, el mismo Reynaud mejoró el praxinoscopio y, de esta forma, crea el Praxinoscopio-teatro o teatro óptico. Ahora, las animaciones se verían a través de un vidrio donde parecía que hubiera un fondo teatral como si se tratara de un escenario de teatro pequeño. Hasta 1880 se seguiría perfeccionando el diseño, hasta que se crea la primera versión de proyección. La proyección de praxinoscopio utilizaba una linterna mágica para proyectar las imágenes en movimiento en una pequeña pantalla, lo que permite una mayor audiencia para su visionado aunque estaba limitado a 12 imágenes.
En 1888 se perfeccionó la técnica de proyección a gran escala, utilizando un diseño parecido al de los proyectores que aparecerían años más tarde en el cine. Reynaud pintó unas placas de vidrio y las montó en bandas de cuero que estaban conectadas por una tira de metal con un agujero que le permitió situarse sobre un pasador en el tambor giratorio y alinear la imagen con la luz de proyección. Con el montaje de las franjas de imagen conectadas a un par de ruedas similares a los rollos de película modernos, Reynaud fue capaz de crear una serie continua de imágenes en movimiento, sobrepasando las doce imágenes que siempre había tenido por límite el praxinoscopio.
Finalmente, el 28 de octubre de 1892, Reynaud realizó la primera proyección pública de un espectáculo de imágenes en movimiento en el Museo Grévin de París, antes que los hermanos Lumière hiciesen su primera proyección de la llegada del tren en 1895. El espectáculo de Reynaud, Pantomimas Luminosas, incluía tres espectáculos con un acompañamiento de piano. El primero, titulado Pauvre Pierrot! tenía una duración de 36 metros y 500 imágenes; el segundo, titulado Clown et ses chiens tenía 22 metros y 300 imágenes; y el tercero, Un bon bock, tenía 50 metros y 700 imágenes. Reynaud era quien hacía los dibujos de sus películas y quien, ahora, pasaba las proyecciones al público, motivo por el que no disponía de mucho tiempo para hacer nuevas películas y con la llegada de los hermanos Lumière quedó eclipsado. Reynaud hizo otras obras como Un Rêve au coin du feu (1894)., Autour d’une cabine (1895), Guillaume Tell (1896) y Le Premier cigare (1897). Aunque más de 500.000 personas vieron sus obras, Reynaud murió arruinado.

## Funcionamiento[2]
Los personajes de las bandas del praxinoscopio, el cual está integrado dentro de una caja para permitir la ilusión, están dibujados sobre un fondo negro. En  la tapa de la caja hay una pequeña ventana a través de la cual tiene que mirar el espectador, debajo de esta, en el interior de la caja, se encuentra el dibujo de la decoración fija. A medio camino entre la ventana y los espejos del praxinoscopio, se encuentra un panel inclinado adornado con el dibujo de un telón de teatro.
 En el panel inclinado (lado del espectador) se dispone una placa de vidrio que reflejará la decoración fija que hay delante. Al otro lado del panel (lado del praxinoscopio) y al nivel de la placa de vidrio, se dispone una pequeña apertura que permitirá ver a los personajes reflejados en los espejos del cilindro. Los personajes parecen aparecer en primer plano, delante del conjunto, y cobran vida tan pronto como giramos el tambor del praxinoscopio.